# Pomer

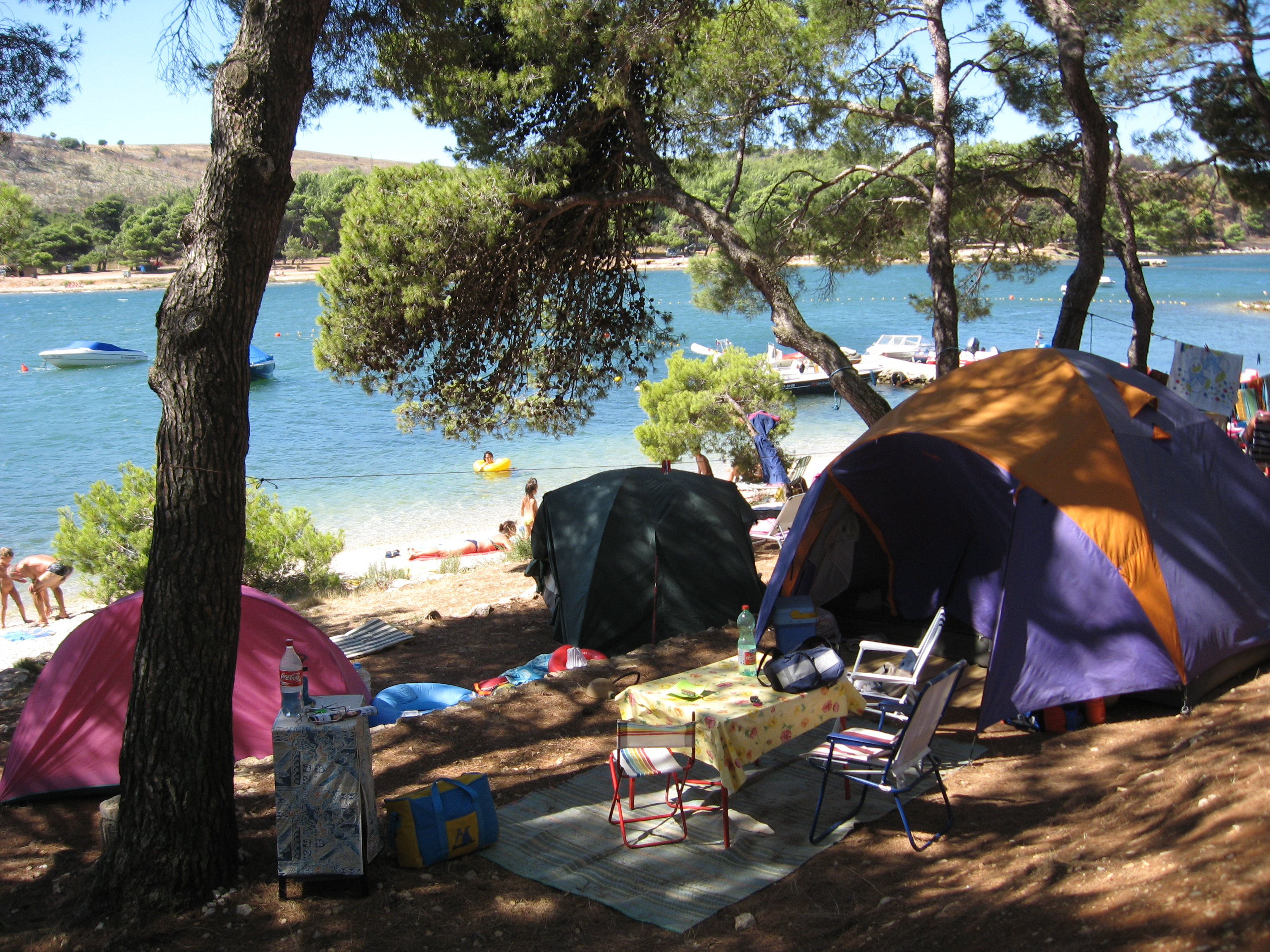
Kemp a pláž v Pomeru

Pomer je vesnice a přímořské letovisko v Chorvatsku v Istrijské župě, spadající pod opčinu Medulin. Nachází se asi 4 km jihovýchodně od Puly. V roce 2011 zde žilo 462 obyvatel.
Sousedními vesnicemi jsou Banjole, Medulin a Premantura, sousedním městem Pula.